# Chapelle Saint-Amand de Sourniac
La chapelle Saint-Amand est une chapelle située en France sur la commune de Sourniac (Cantal), en région Auvergne-Rhône-Alpes.

## Historique
La chapelle, citée dès le Xe siècle et probablement fondée au XIe siècle, fut d’abord chapelle castrale puis église paroissiale jusqu'en 1807. Agrandie aux XVe et XIXe siècles, elle fut en grande partie reconstruite en 1935, à l’exception de la chapelle romane primitive conservée.

### Protection
Le chœur de la chapelle est inscrit au titre des monuments historiques par arrêté du 21 mars 1983.

## Description
L’édifice actuel comprend une nef prolongée, une abside semi-circulaire voûtée en cul-de-four, des vestiges de peintures murales du XVIIe siècle, un clocher à deux baies et un portail en plein cintre réemployé, orné de chapiteaux sculptés.